# Animula limpia
Animula limpia är en fjärilsart som beskrevs av Paul Dognin 1894. Animula limpia ingår i släktet Animula och familjen säckspinnare. Inga underarter finns listade i Catalogue of Life.